# Der Liebesversuch
Der Liebesversuch oder Eine Abhandlung über die Sinnlosigkeit des Verlangens (französisch La Tentative amoureuse ou Le Traité du vain désir) ist eine Erzählung von André Gide, die 1893 erschien.

## Inhalt
„Der Liebesversuch“ ist die Liebesgeschichte von Rachel und Luc, dem unausweichlichen Ende ihrer Beziehung und von ihrer Trennung.
Rachel bittet Luc, Geschichten zu erzählen. Luc erzählt Geschichten vom Abschied, von der Trennung zweier Menschen. Dann spricht Luc offen seine Absicht aus, dass er Rachel – gegen ihren Willen – verlassen will. Luc und Rachel trennen sich ruhig und ohne ein Lächeln.
Nicht nur Luc erzählt der Geliebten Geschichten. Auch der Erzähler selbst unterbricht immer einmal den Erzählfluss mit einer Ansprache an eine verehrte Frau. Es stellt sich heraus, dass der Erzähler und die Frau sich bereits getrennt. Der Erzähler, nach seinem Verständnis ein glücklicher Mensch, hofft, er und die Angesprochene werden sich wiederfinden.

## Selbstzeugnis
- „… ein kleines Buch, das für die Zeit und für mich sehr aufschlußreich ist.“[1]

## Rezeption
- Francis Jammes schreibt am 7. Februar 1896 in Gide: „Diese Darstellung von moralischem Luxus und Egoismus beleidigt alle, die wie ich ein bitteres Schattendasein führen.“[2]
- Theis hebt den Symbolismus dieses kleinen Werkes zwischen Fin-de-Siècle-Prosa und Traktat hervor. Gide spiegelt die Liebesgeschichte Luc/Rachel im botanischen Erwachen, Blühen, Reifen und Verwelken während des Jahreslaufs, der da heißt Frühling, Sommer und Herbst, wider. Zudem kann die Erzählung als Beleg für Gides Mise en abyme genommen werden. Denn da ist einmal die o. g. Spiegelung Liebesgeschichte/Lauf der Jahreszeiten. Und dann kann noch das Buch im Buch aufgeführt werden. Der Erzähler hat – außer der eigentlichen Liebesgeschichte Luc/Rachel – noch von der eigenen Liebe zu einer Dame mitzuteilen. Theis bemerkt Konformes mit Werken des Nouveau roman.[3]

## Textausgaben
- La Tentative Amoureuse, ou le Traité du Vain Désir. [1893]. (Classic Reprint). Forgotten Books, 2018, ISBN 978-1-5276-2523-5.
- La Tentative Amoureuse ou le Traité du vain desir. Avec les aquarelles de Marie Laurencin gravés sur bois par Jules Germain et L. Petitbarat. Ed. Nouvelle Revue Francaise, Paris, 1921.

Deutsche Übersetzungen
- Raimund Theis (Hrsg.), Peter Schnyder (Hrsg.): André Gide: Der Liebesversuch oder Eine Abhandlung über die Sinnlosigkeit des Verlangens. Aus dem Französischen übertragen von Gisela Kleineidam, S. 225–244.

Grundlage der Übersetzung ist eine Ausgabe der Éditions Gallimard/Paris aus dem Jahr 1912. Mit einem Nachwort von Raimund Theis: „Zu Der Liebesversuch“, S. 536–544. Gesammelte Werke in zwölf Bänden. Band VII/1, Deutsche Verlags-Anstalt, Stuttgart 1991, ISBN 3-421-06467-9.
Deutschsprachige Erstausgabe
- André Gide: Ein Liebesversuch und andere Novellen. Übersetzer: Felix Paul Greve. Oesterhel, Berlin 1907.